# Тантиа Топи
Та́нтиа То́пи (маратхи तांत्या टोपे, настоящее имя Рамчандра Пандуранг; около 1819 — 18 апреля 1859, Сипри) — один из руководителей восстания сипаев 1857—1859 в Индии.

## Биография
Родился в деревне Еола, Махараштра. Маратхи по национальности, происходил из семьи приближённого пешвы Баджи Рао II. Близкий друг детства приёмного сына Баджи Рао и будущего пешвы Нана Сагиба.
После того, как в ходе восстания сипаев 4 июня 1857 года взбунтовался сипайский гарнизон в Канпуре, Нана Сахиб возглавил канпурских повстанцев, а Тантиа Топи стал его адъютантом и командиром военного отряда. Тантиа Топи предпринял ряд мер по мобилизации местных лидеров и координации их действий. Был одним из руководителей резни женщин и детей на вилле Бибигар.
После падения под ударами английских войск Канпура в июле 1857 года возглавил отряд повстанцев (в основном из Гвалиора), двинулся к югу и укрепился в городе Калпи, сделав его своей военной базой. Отсюда его отряды наносили серьёзные удары английским войскам, посланным на подавление восстания. Вместе с Лакшми Баи и другими военными вождями вёл искусную манёвренную войну в районе Калпи, Канпура и Гвалиора. Гибкий ум, неистовая ненависть к англичанам, находчивость, пренебрежение к опасности снискали ему славу.
Осенью 1858 года предпринял попытку пробиться в Декан и поднять на восстание маратхов, однако вынужден был отступить. В апреле 1859 года в Гвалиоре был предан одним из индийских феодалов, который выдал его врагу. По приговору английского суда Тантиа Топи был повешен.